# Пархач (гміна)
Ґміна Пархач — колишня (1934–1939 рр.) сільська ґміна Сокальського повіту Львівського воєводства Польської республіки. Центром ґміни було село Пархач.
Ґміну Пархач було утворено 1 серпня 1934 р. у межах адміністративної реформи в ІІ Речі Посполитій із дотогочасних сільських ґмін: Городище Василіянське, Пархач, Сілець, Волсвин, Завоня.
27 вересня 1939 р. відповідно до Пакту Молотова — Ріббентропа територія ґміни була зайнята радянськими військами, 17 січня 1940 р. включена до новоутвореного  Шевченківського району Львівської області (в 1941-1944 рр. входила до Дистрикту Галичина).